# MO作戦
MO作戦（MOさくせん）とは、第二次世界大戦中に日本軍が計画したポートモレスビー攻略作戦。別名は「モ号作戦」。

## 計画内容
1942年4月23日の機密南洋部隊命令作第一三号において、ポートモレスビーおよびツラギ島攻略の作戦命令が発せられた。作戦の骨子は次の通り。4月25日ごろから第五空襲部隊は航空攻撃を実施する。5月3日未明ツラギを攻略し、大艇を進出させ、さらにデボイネ諸島に水上偵察機を進出させる。これらの警戒の下に攻略部隊はジョマード水道から珊瑚海に出てポートモレスビーに進出し、5月10日未明同地に上陸する。攻略後直ちに第五空襲部隊の一部が進出する。また一部兵力をもって5月12日サマライを攻略し、補給の中継基地とし、ツラギを攻略した部隊をもって5月15日ナウル、オーシャンを攻略する。機動部隊はポートモレスビー攻略に先立ち、敵爆撃機の基地とみられるオーストラリア北東部を奇襲して敵大中型機を制圧するとともに敵水上部隊の出現に備えて攻略部隊の間接支援に任じ、更に引き揚げを利用してナウル、オーシャンの攻略を支援する。

## 経過
ラバウル占領後の1942年1月29日、大本営海軍部（軍令部）は連合艦隊に対し、大海指四十七号を発令し、ラエ、サラモア、ツラギおよびポートモレスビーの攻略を指示した。1月30日、連合艦隊は南洋部隊指揮官井上成美中将にその作戦を命じ、井上は、3月にラエ、サラモア、4月にツラギ、ポートモレスビーを攻略するように計画した。
3月10日、米機動部隊がラエ、サラモアに来襲し、日本の攻略部隊は艦船に大損害を受け、ポートモレスビー攻略作戦はおおむね1カ月以上延期せざるを得なくなった。
4月5日、連合艦隊は第二段作戦第一期兵力部署（4月10日から5月下旬まで）の予報を行った。その中で「ポートモレスビー攻略作戦をMO作戦と呼称す」と指示した。この予報で第四艦隊司令部はMO作戦の時期が5月下旬から上旬に繰り上げられたことを知った。上旬では第二十五航空戦隊の戦備が整わず、予定の空母「加賀」一隻では第四艦隊の企図していた攻略作戦開始時の敵航空兵力撃滅も期しえない公算が大となったので、第四艦隊は空母増加と第二航空戦隊の派遣を要望した。連合艦隊も空母増強の必要を認めたが、第二航空戦隊は本作戦に不適当と考え、練度の低い第五航空戦隊を加賀と入れ替えて実戦経験を積ませることにした。4月10日、第二段作戦第一期兵力部署を発令した際にその入れ替えを実行した。さらに12日、連合艦隊司令長官は第五戦隊、第五航空戦隊、第7、第27駆逐隊の南洋部隊編入（4月18日付）を実施した。
5月、珊瑚海海戦が発生。
5月10日13時30分、珊瑚海海戦の結果を受けて連合艦隊は「ポートモレスビー攻略作戦を第三期に延期す」と発令した。5月18日、軍令部はFS作戦間に再び実施することに改め、FS作戦と第二次MO作戦を指示した。しかし、6月にミッドウェー海戦（MI作戦）で空母4隻を失い、ミッドウェー島の攻略も失敗したため、6月11日、軍令部はFS作戦の延期とポートモレスビー陸路攻略のための作戦路の探索を命じた。
7月11日、FS作戦の中止が発令された。FS作戦は基地航空兵力をソロモン諸島から逐次南方に推進する構想であったが、航空兵力整備の現状等からみて無理があると判断されためであった。しかしポートモレスビーの攻略は将来FS作戦を実施するため、また南東方面航空戦激化の現状を改善するため、実施する必要があった。